# Mikes-kastély (Zabola)
A háromszéki udvarháztípusok egyik szép példája a zabolai Mikes-kastély háromszintes, tornácos, magas sátortetővel fedett négyzetes épület. A kastélyt óriási angolkert övezi, melyet sétányok, teraszok, virágágyások, tavak díszítenek. A kertben látható svájci ház a 19-20. századi alpesi faházak mintájára készült.

## Története
A mai kastély helyén már az 1400-as években állt egy kapubástyával erődített épület, melyet a 17-18. században többször átépítettek. A műemlék épület első írásos említése 1629-ből származik, késő reneszánsz eredetéről az emeleti helyiségben feltárt freskómaradványok is tanúskodnak. Ugyancsak ezt igazolja Orbán Balázs A Székelyföld leírása című könyvében közzétett rajz is.
1867-ben az egykori udvarházat gróf Mikes Benedek (1819–1878) manzárdszinttel átépítette, akkor kapta az épület mai formáját.
1910-1912 között gróf Mikes Ármin (1868–1944), egy új, kétemeletes kastélyt építtetett, melyben a külföldi vendégei kaptak szállást. Az épületet a régi kastéllyal egy alagút és egy kétszintes híd köti össze.
A második világháború idején a kastélyt kirabolták és a birtokot feldúlták. 1949-ben az épületet államosították és a családot kilakoltatták.
Ezután a zabolai kastély az állami mezőgazdasági vállalat székhelye, majd a szakszervezeti szövetség nyaralója, később árvaház, iskola volt, ugyanakkor szanatórium és elmegyógyintézet is működött benne.
1995-ben a Mikes család visszaigényelte a kastélyt és a birtokot, ezt követően került sor épületegyüttes és a park felújítására.

## Leírása
A napjainkban látható kastély alapját a reneszánsz udvarház képezi. Az előreugró tornác alsó szintje zárt, egyetlen nyílása a bejárat íves kőkapuja. Az oszlopos tornác emeleti része nyitott, az oldalakon félköríves nyílások láthatók. A falakat faltükrökkel és párkányokkal osztották meg, a tagozatokat színezéssel is elkülönítették egymástól.
A kastély mai, monumentális képét 1867-ben kapta, amikor gróf Mikes Benedek átalakíttatta az épületet. A felújítások során a műemlék épület stílusa egészében megváltozott, az udvarházat manzárdszinttel toldották meg és a tetőtérben új lakószobákat alakítottak ki.
A négyszög alaprajzú, háromszintes tornác toronyszerű, faragott pillérekkel épült. Az oromfalon Mikes Benedek és felesége, Sophia Moser kettős címerét helyezték el. Az egykori udvarház földszinti falainak áttörésével nyitott kapubejáró alakult ki. A tornác első szintje üvegezett, a második a 20. század első negyedéig nyitott volt, ma szintén üvegezett.
A kastély bővítésével az épület hangsúlyos vakolatpárkányokat és ablakkereteket kapott. A korszak építészeti újításai közé tartozik a kívülről is jól látható felülvilágító, mely üveges falaival a tető fölé emelkedik.
A belső tagolás szintén megőrizte a 17-18. századi állapotot.
A kastély alsó két szintjének valamennyi helyisége boltozott. A földszinten szabálytalan, az emeleten szabályos fiókos dongaboltozatok találhatók. A műemlék épület egyik legrégebbi helyisége mögött még két szoba található. A pincék és a szobák által körülvett térben, középen helyezkedik el a lépcsőház.
Az első emeleten áll a kastély egykori díszterme, melyet feltehetően az 1867-es átalakításkor vékony fallal kettéosztottak. Innen lehet kijutni a beüvegezett tornácra, melynek négyszögű, faragott pilléreit felkúszó indák díszítik.
A nagyterem kisebbik szobájában a német reneszánsz formavilágát követő cserépkályha áll, mely a kastély egykori berendezéséből megmaradt legértékesebb tárgy.
Ebben a szobában és a díszterem nagyobbik felében is stukkók tagolják a boltmezőket és előkerültek értékes 18. századi festésmaradványok is. A feltárt részletek alapján a boltíveket növényi ornamentikák díszítették. Érdekesebb freskók színesítették a hátsó részben elhelyezkedő sarokszobát is, ahol indákba kapaszkodó törökös figurák kerültek elő a boltindításokon. A manzárd részen a második világháború után több átalakítás is végeztek.

## Kastélypark

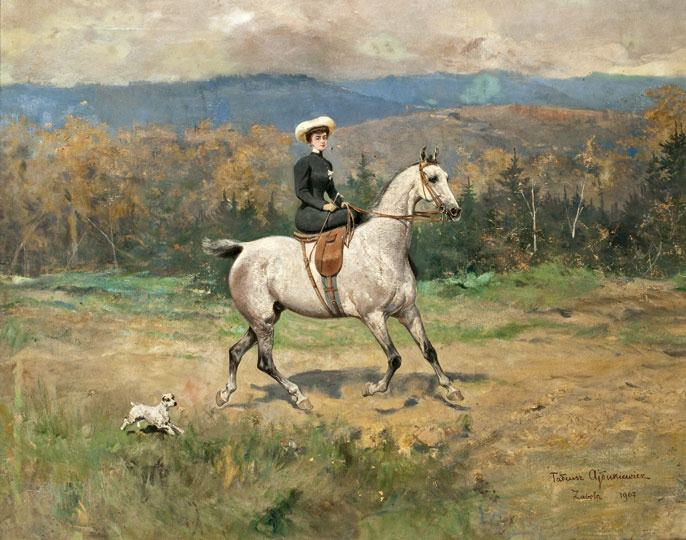
Bethlen Krisztina a kastély parkjában

A zabolai Mikes birtok másik nagy ékessége a kastély körül fennmaradt hatalmas, gyönyörű park. A nagy méretű, patakkal, tavakkal, sétányokkal, teniszpályával, teraszokkal és virágágyásokkal díszített angolkertben értékes épületek állnak. A 19. század végéről származik a Svájci ház, amely az alpesi vidék jellegzetes faházainak mintájára készült.
Mikes Ármin a 20. század elején vendégházat építtetett favázas szerkezettel, fa erkélyekkel a vadászházakhoz hasonló homlokzatokkal. Ezt az épületet fedett folyosóval kapcsolták a kastélyhoz.
A kastélypark arborétumát természetvédelmi területté nyilvánították. Jelenleg 24 növénycsaládba tartozó 66 fás növényfajta található benne.
A dendrológiai park fontosabb védett növényei: Abies alba, Abies grandis, Abies normanniana, Abutilon hybridum, Acer platanoides (korai juar), Acer tataricum (tatár juhar),Aesculus Hippocastanum , Alnus glutinosa, Berberis vulgáris, Betla verrucosa, Buxus sempervirens, Carpinus betulus, Carpinus orientalis, Cerasus avium, Chamaecyparis lawsoniana, Chamaecyparis pisifera, Comus mas (húsos som), Comus sanguinea (veresgyűrűs som), Euonymus europaeus (csíkos kecskerágó), Fagus silvatica, Forsythia viridissima (aranyvessző), Fraxinus excelsior, Fraxinus ornus (virágos kőris), Gleditschia tricanthos (krisztus tövis), Hedera helix, Malus pumila, Padus racemosus (májusfa vagy zselnice meggy), Parthenocissus quinquefolia, Philadelphus coronarius, Philadelphus pubescens (jázmin), Picea argentea, Picea excelsa, Picea omorica (omirika fenyő vagy szerb fenyő - reliktumfaj), Pinus silvestris, Pinus strobus (simafenyő vagy selyemfenyő), Populus hzbrica, Populus canadensis, Prunus japonica, Prunus deomestica, Pyrus domestica, Rhamnus frangula, Rhus typhina (ecetfa), Robinia pseudoacacia (fehér akác), Robina pseudoacacia cf. Rectissima, Rosa gallica (parlagi rózsa), Querqus petrea, Querqus robur, Salix sp., Salisx caprea (kecskefűz), Salix babylonica, Sambucus nigra (fekete boda), Sophora japonica, Spiraea media (szirti gyöngyvessző), Spiraea salicifolia, Symphoricarpus albus (hóbogyó), Syringa vulgaris, Taxus baccata, Tilia cordata (kislevelő hárs), Tilia tomentosa (ezüst vagy molyhos levelű hárs), Thuja occidentalis, Tsuga canadensis, Tsuga heteriphylia, Ulmus laevis, Viburnum opulus (kánya bangita).
A kastélykertben látható hármas kopjafát Mikes Kelemen 1848-as ezredes, Mikes Ármin és gróf Mikó Imre tiszteletére állíttatták.

## Építtetői, tulajdonosai, lakói
A zabolai Mikes-kastély a család ősi birtokainak egyike.
A mai kastély helyén 1629-ben egy udvarház állott, melyet gróf Mikes (IV.) Benedek (1819-1878) röviddel második házasságkötése után, 1867-ben egy manzárdszinttel egészíttetett ki.
A kastélyban töltötte gyermekkorát Mikes Kelemen (1690-1761) a Törökországi levelek szerzője.
A zabolai kastélyban született „Erdély Széchenyije”, a neves gróf Mikó Imre (1805-1876) erdélyi magyar államférfi, politikus, történész.
1910-1912 között gróf Mikes Ármin (1868-1944) és felesége, Bethlen Klementina (1871-1954) egy új, kétemeletes kastélyt építtetett, melyet a régi kastéllyal egy alagút és híd köt össze.
A kastélypark utolsó átalakítását szintén ők végeztették, ugyanakkor került a kertbe a párizsi világkiállításra készült Svájci ház.
1944 augusztusában az utolsó tulajdonos gróf Mikes Ármin és felesége Budapestre menekültek.
A háború befejezése után az özvegy grófnő visszatért a kastélyba, ahol az 1949-es kilakoltatásig tartózkodhatott.
Az államosítást követően az épület az állami mezőgazdasági vállalat székhelye, azután a szakszervezeti szövetség nyaralója volt. Később árvaház, iskola, szanatórium és elmegyógyintézet is működött benne.
A kastély jelenleg utolsó tulajdonosa, gróf zabolai Mikes Sándorné gróf zabolai Mikes Éva (1905–1978) lánya, Roy-Chowdhury of Ulpur Katalin (született Mikes Katalin grófnő) tulajdonában van.